# Hondsviooltje
Hondsviooltje (Viola canina) is een plantensoort uit de viooltjesfamilie (Violaceae). De soort staat op de Nederlandse Rode Lijst van planten als algemeen voorkomend, maar sterk in aantal afgenomen. De plant wordt ook in siertuinen gebruikt.

## Determinatie
Hondsviooltje is een vaste, kruidachtige plant. Ze bereikt een hoogte van 5–40 cm. Alleen in het eerste jaar heeft de plant een wortelstok. De plant groeit verder door de vorming van zijstengels. De stevige bladeren zijn aan de voet zwak hartvormig tot afgeknot en hebben een niet of zeer smal gevleugelde bladsteel. Tijdens de bloei heeft de plant al jonge scheuten.
Hondsviooltje bloeit in mei en juni met blauwpaarse tot lichtblauwe bloemen. Een tweede bloei is mogelijk in de herfst. Soms komen ook planten voor met witte of blauwwit gestreepte bloemen. De spoor is 4–6 mm lang en steekt 2–4 mm voorbij het kelkaanhangsel. De kelkbladen zijn spits. De bloem zit aan bebladerde stengels. De bloemen geuren niet.
De vrucht is een met kleppen openspringende (dehiscente) doosvrucht. Op het zaad zit een mierenbroodje.

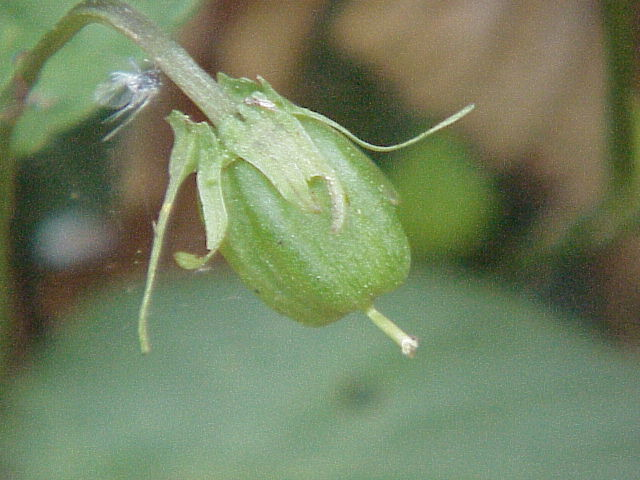
Vrucht

### Gelijkende taxa
Hondsviooltje lijkt binnen het geslacht viooltje het meest op bleeksporig bosviooltje; beide soorten hebben een bleek spoor. Bleeksporig bosviooltje heeft veel rondere bladeren en bovendien groeit zij in hele andere milieus.

## Ecologie
De plant komt voor op meso-oligotrofe grond in de duinen, in schrale graslanden, bermen en heidevelden.

### Syntaxonomie
In de syntaxonomie staat hondsviooltje te boek als kensoort voor het verbond van heischrale graslanden (Violion caninae).
Tevens is het een indicatorsoort voor het droog heischraal grasland (hn), een karteringseenheid in de Biologische Waarderingskaart (BWK) van Vlaanderen en het Brussels Hoofdstedelijk Gewest.